# Sotto il vulcano (Litfiba)
Sotto il vulcano è un brano della rockband italiana Litfiba. È il secondo singolo estratto, nel 1993, dall'album Terremoto.

## Il brano
Il brano è un omaggio nei confronti della cultura messicana che, come la nostra, è legata al terremoto e al fenomeno del vulcanismo, proprio come nel sud Italia. Parla del lavoro dell’uomo, di come e quanto si voglia costruire una cosa che poi viene distrutta in un attimo. È una canzone in cui la morte è uno degli argomenti principali. La vita e la morte; anche perché il vulcano è simbolicamente un luogo dispensatore di vita e di energia, ma da cui si scatenano anche morte e distruzione.

## Titolo
Il titolo deriva dal romanzo di Malcom Lowry, dal quale venne poi tratto un film diretto da John Huston, che inizia appunto con la festa dei morti.

## Dedica
La canzone è dedicata al cantante dei Nomadi, Augusto Daolio, perché il giorno in cui i Litfiba la stavano registrando appresero la notizia della sua morte e quindi, suonandola e cantandola avevano la mente e il cuore rivolte a lui.

## Videoclip

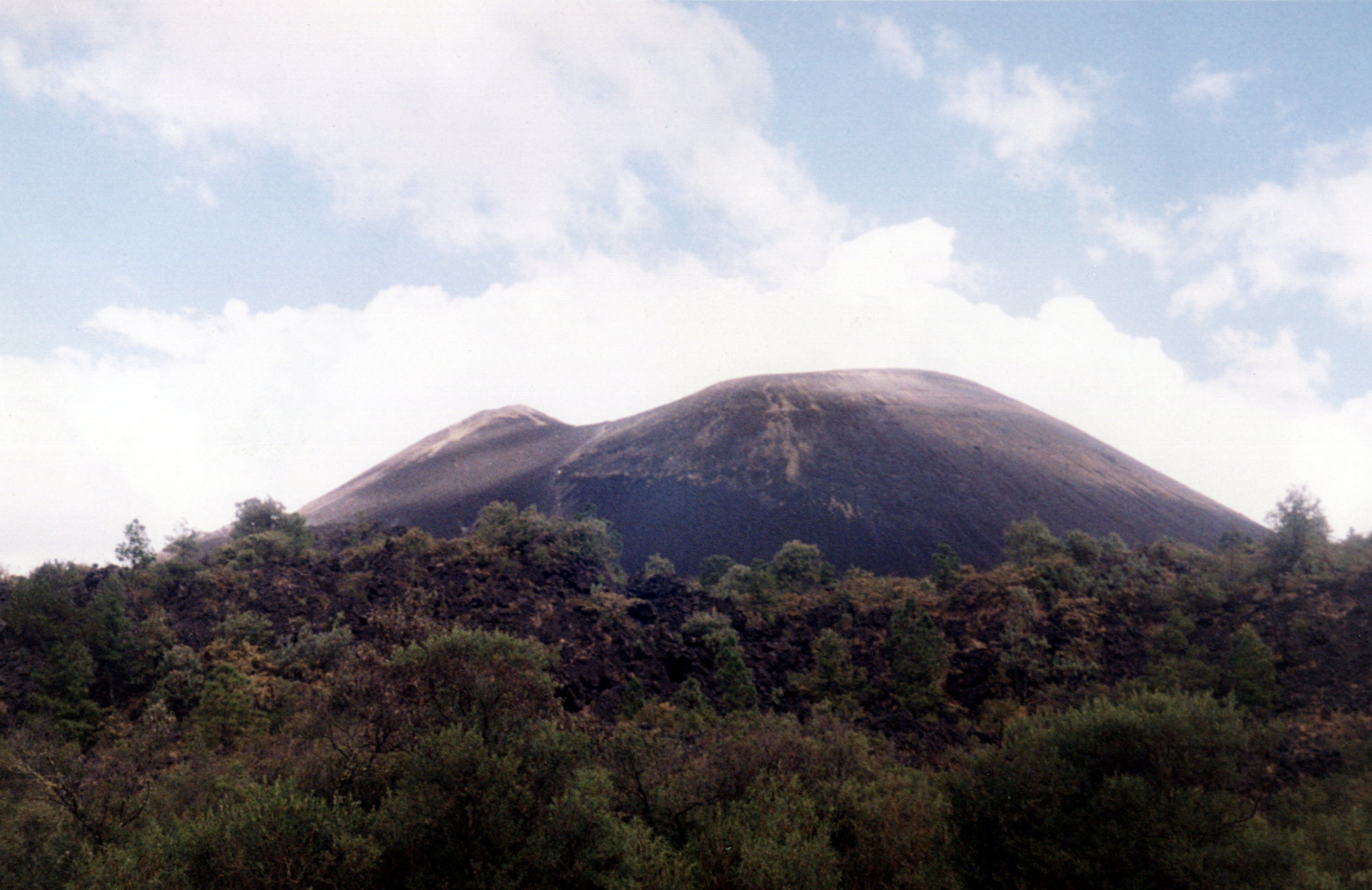
Il vulcano messicano Parícutin

Il video fu girato sotto il vulcano messicano Parícutin, in una regione molto selvaggia a nordovest della capitale. Le immagini più suggestive vennero girate di notte, nel capoluogo, Pátzcuaro, durante la festività dei morti. Il “Día de Muertos” è una delle ricorrenze più sentite di tutto il Messico. È un momento speciale, dove le famiglie si incontrano per i loro cari estinti intorno ad ogni tomba, che vengono decorate con luci e offerte di cibo a identificare il forte legame tra morti e vivi. Centinaia di persone danno vita a una fiaccolata, raggiungendo in barca l’isola al centro del lago di Pátzcuaro e risalendo in processione i sentieri fino al cimitero.

## Tracce
- Sotto il vulcano - 4:49

## Formazione
- Piero Pelù - voce
- Ghigo Renzulli - chitarre
- Roberto Terzani - basso
- Antonio Aiazzi - tastiere
- Franco Caforio - batteria
- Federico Poggipollini -chitarra ritmica